# 深代千之
深代 千之（ふかしろ せんし、1955年5月6日 - ）は、群馬県出身のスポーツ科学者・教育学者。日本女子体育大学学長。東京大学名誉教授。専門はスポーツ・バイオメカニクス。（一社）日本体育学会会長、日本バイオメカニクス学会会長、東京体育学会元会長。

## 略歴
群馬県利根郡みなかみ町出身。1974年群馬県立沼田高等学校卒業、1978年群馬大学教育学部卒業、1984年東京大学大学院教育学研究科博士課程満期退学。1993年「跳躍動作からみた筋・腱連合組織のダイナミクス」で博士（教育学）の学位を取得。鹿屋体育大学助手、スポーツ医・科学研究所副主任研究員を経て、1993年から東京大学教養学部助教授。2004年から東京大学大学院情報学環准教授。2008年から東京大学大学院総合文化研究科教授。2020年4月から日本女子体育大学学長。
2008年北京オリンピック・陸上競技男子4x100mリレー銀メダリストの朝原宣治をはじめとするスポーツ選手の動作を解析し、アドバイスを与えていた。

## 著作
- 『スポーツ科学への招待』ベースボール・マガジン社 1996
- 『運動会で1番になる方法 1ケ月で足が速くなる股関節活性化ドリル』アスキー 2004　のち角川つばさ文庫
- 『スポーツができる子になる方法 運動能力は股関節で変わる!』アスキー 2007
- 『「運脳神経」のつくり方 運動も勉強もできる脳を育てる』ラウンドフラット 2009
- 『運動会で一番になる子どもの育て方 最新スポーツ科学で誰でもヒーローになれる』東京書籍 2011
- 『大人の「運動音痴」がみるみるよくなる本 いまからでも遅くない!』すばる舎 2012
- 『〈知的〉スポーツのすすめ スキルアップのサイエンス』東京大学出版会 2012
- 『賢い脳をつくるスポーツ子育て術 隠れた才能を科学的に引き出す 東大フカシロ式』誠文堂新光社 子育てサイエンス 2013
- 『新・運動会で1番になる方法 走力がグングン伸びる決定版ドリル 増補改訂版』ラウンドフラット 2013
- 『じつはスゴい股関節』ポプラ社 2013
- 『日本人は100メートル9秒台で走れるか』祥伝社新書 2014
- 内海良子,共著『身体と動きで学ぶスポーツ科学 : 運動生理学とバイオメカニクスがパフォーマンスを変える』東京大学出版会 2018
- 『子どもの学力と運脳神経を伸ばす魔法のドリル』カンゼン 2018
- 『50歳からはじめる動ける身体づくり : いつでもどこでもかんたんワーク』海竜社 2020

### 共編著
- 『じょうずになろうとぶこと』加古里子絵 武藤芳照共著 評論社 じょうずになろうシリーズ 1982
- 『跳ぶ科学』編著 山際哲夫共著 大修館書店 スポーツ科学ライブラリー 1990
- 『スポーツ基礎数理ハンドブック』柴山明共著 朝倉書店 2000
- 『スポーツバイオメカニクス』平野裕一,桜井伸二,阿江通良共編著 朝倉書店 2000
- 『スポーツ動作の科学 バイオメカニクスで読み解く』川本竜史,石毛勇介,若山章信共著 東京大学出版会 2010
- 『スポーツのできる子どもは勉強もできる』長田渚左共著 幻冬舎新書 2012
- 安部孝,共編『スポーツでのばす健康寿命 : 科学で解き明かす運動と栄養の効果』東京大学出版会 2019

翻訳
- W.A.スパロー編『身体運動学 行動選択の規準と運動の経済性』松尾知之,門田浩二,木島章文,桜井伸二,橋詰謙,宮西智久,若山章信共訳 大修館書店 2006

### 監修
- 『スポーツを科学しよう! トレーニング・競技から用具まで』監修 PHP研究所 楽しい調べ学習シリーズ 2013
- 『骨・関節・筋肉の構造と動作のしくみ オールカラー』監修 ナツメ社 2014

## メディア出演
- 『世界一受けたい授業』（日本テレビ系列、2012年4月28日・9月15日、2013年6月29日）
- 『助けて!きわめびと』（NHK総合、2016年5月14日・5月21日・9月17日・9月24日）
- 『主治医が見つかる診療所』（テレビ東京系列、2017年7月17日） など